# Norma Shearer
Norma Shearer, nome completo Edith Norma Shearer (Montréal, 10 agosto 1902 – Los Angeles, 12 giugno 1983), è stata un'attrice canadese naturalizzata statunitense.
Iniziò la sua carriera cinematografica all'epoca del muto, diventando una delle più celebri star del cinema hollywoodiano. Sposata al potente produttore Irving Thalberg, fu una delle dive della Metro-Goldwyn-Mayer, la grande casa di produzione per cui lavorò anche il fratello di Norma, Douglas, tecnico di registrazione che avrebbe vinto ben quattordici Premi Oscar. L'attrice fu candidata anche lei numerose volte all'Academy Award, vincendo nel 1930 il premio come miglior attrice per il film La divorziata.

## Biografia
Norma Shearer era di discendenza scozzese e irlandese. La sua infanzia trascorsa a Montreal fu ricca di privilegi, dovuti al successo dell'azienda edile del padre. Tuttavia, il matrimonio tra i suoi genitori era infelice. Andrew Shearer era incline al disturbo bipolare, Norma ricorda di come il padre "si muoveva come un'ombra o un fantasma intorno alla casa". Mentre sua madre Edith Fisher Shearer era attraente, fiammeggiante ed elegante. Da giovane Norma era interessata alla musica, ma dopo aver visto uno spettacolo di vaudeville per il suo nono compleanno, annunciò la sua intenzione di diventare attrice. Edith diede sostegno alla figlia, ma quando Norma entrò nell'adolescenza, la madre si mostrò turbata dal fatto che i difetti fisici di sua figlia avrebbero messo a repentaglio le sue possibilità. La stessa Norma disse "non mi facevo illusioni sull'immagine che vedevo nello specchio". Riconosceva la sua "figura tozza, con le spalle troppo larghe e le gambe troppo robuste", ed era anche consapevole dei suoi piccoli occhi che sembravano incrociati a causa di un strabismo dell'occhio destro. Per sua stessa ammissione, però, era "ferocemente ambiziosa, anche da ragazzina" e pensava di superare le sue carenze attraverso un attento camuffamento, pura determinazione e fascino.
L'infanzia e l'adolescenza che Norma una volta descriveva come "un sogno piacevole" finirono nel 1918, quando la compagnia di suo padre fallì e la sorella maggiore, Athole, ebbe il suo primo serio esaurimento nervoso. Furono costretti a trasferirsi in una piccola e squallida casa in un "modesto" sobborgo di Montreal, l'improvviso tuffo nella povertà, tuttavia, non fece che rafforzare l'atteggiamento determinato di Shearer. Edith Shearer la pensava diversamente. In poche settimane, aveva lasciato il marito avviando le procedure per il divorzio e si era trasferita in una pensione economica con le sue due figlie. Alcuni mesi dopo, incoraggiato da suo fratello, che credeva che sua nipote potesse tentare la fortuna nello “Show Business”, Edith vendette il pianoforte di sua figlia e acquistò tre biglietti per New York. Nella sua tasca c'era anche una lettera di presentazione per Norma, acquisita da un proprietario di un teatro locale, per Florenz Ziegfeld, che stava preparando una nuova stagione del suo famoso Ziegfeld Follies.

### I primi anni di carriera

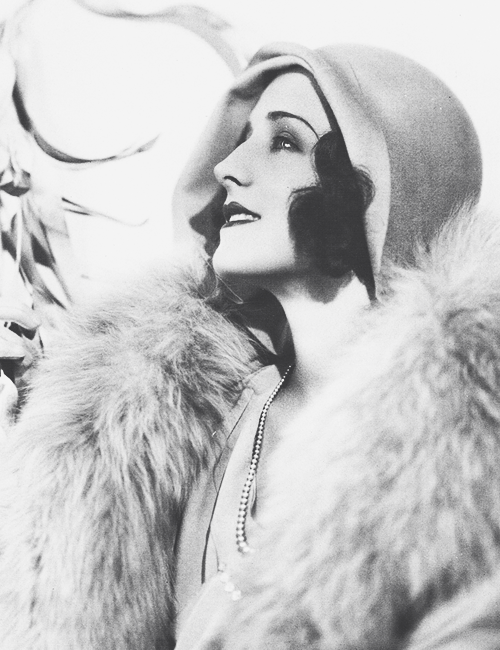
Norma Shearer nel 1924

Nel gennaio 1920, le tre donne Shearer arrivarono a New York, ognuna vestita per l'occasione. "Mi sono fatta i capelli in tanti piccoli riccioli", ricorda Shearer, "e mi sono sentita molto ambiziosa e orgogliosa. "Il suo cuore affondò, tuttavia, quando vide il loro appartamento in affitto: "C'era un letto matrimoniale, un lettino senza materasso e una stufa con un getto di gas. Il bagno in comune, era alla fine di un lungo corridoio scarsamente illuminato. Athole ed io ci siamo alternate a dormire con la madre nel letto, ma dormire era impossibile in ogni caso - i treni sopraelevati facevano rumore davanti alla nostra finestra ogni minuto. "
L'introduzione a Ziegfeld si rivelò altrettanto disastrosa. A quanto pare chiamò la Shearer "cane", e criticò i suoi occhi incrociati e le gambe tozze. Ma Norma non si arrese e partecipò con la sorella ad un provino per la Universal Pictures, che stava cercando otto belle ragazze come comparse. Norma e Athole si sono trovate ad affrontare ben 50 ragazze. L’assistente direttore del casting iniziò a selezionare le ragazze; dopo la settima scelta, trovandosi davanti Norma, l’assistente tossi forte, e quando l'uomo guardò nella direzione della tosse, Norma si mise in punta di piedi e gli sorrise. Notando l’imbarazzo camuffato di lei, rise apertamente, si diresse verso di lei e disse: "Hai vinto, sorella. Sei il numero otto. '"
Seguirono altre parti, inclusa una in “Agonia sui ghiacci”, diretta da D.W. Griffith. In una pausa dalle riprese e sfruttando abilmente una potente luce ad arco, Shearer si presentò a Griffith e iniziò a confidare al regista le sue speranze di celebrità. "Il Maestro mi guardò, studiò la mia faccia rivolta verso l'alto nel bagliore dell'arco e scosse la testa. 'Gli occhi non vanno bene', disse. 'Gli occhi sono troppo blu, gli occhi blu sembrano sempre vuoti in primo piano. Non ce la farai mai' dichiarò, e si allontanò solennemente". 
Imperterrita, Norma investì alcuni suoi risparmi per consultare il dott. William Bates, un pioniere nel trattamento di occhi allineati male e visione difettosa. Le prescrisse una serie di esercizi di potenziamento muscolare che, dopo molti anni di pratica quotidiana, avrebbero nascosto con successo lo strabismo di Norma per lunghi periodi di tempo sullo schermo. Trascorreva ore davanti allo specchio, esercitando i suoi occhi in pose sorprendenti che nascondevano o miglioravano i difetti fisici rilevati da Ziegfeld e Griffith. Di notte, si sedeva nelle gallerie dei teatri di Broadway, studiando gli ingressi di Ina Claire, Lynn Fontanne e Katharine Cornell.
Con un disperato bisogno di soldi, Shearer lavorò anche come modella, avendo un certo successo. Divenne la nuova modella per Kelly-Springfield Tyres, e le fu conferito il titolo di "Miss Lotta Miles", raffigurata seduta all'interno del cerchio di una gomma, sorridendo al traffico su un grande cartellone illuminato.
Finalmente, un anno dopo il suo arrivo a New York, si prese una pausa dopo il suo quarto film di serie B intitolato The Stealers (1921). Nel gennaio del 1923, Shearer ricevette un'offerta dalla Louis B. Mayer Pictures, uno studio nel nord-est di Los Angeles gestito da un piccolo produttore, Louis B. Mayer. Irving Thalberg si era trasferito alla Louis B. Mayer Pictures come vice presidente il 15 febbraio 1923, ma aveva già inviato un telegramma all'agente di Norma, Edward Small, invitandola a venire in studio. Dopo tre anni di difficoltà, si ritrovò a firmare un contratto. Richiese $ 250 a settimana per sei mesi, con opzioni per il rinnovo e un test per un ruolo da protagonista in un film importante chiamato The Wanters.

### Hollywood
Shearer lasciò New York verso il 17 febbraio. Accompagnata da sua madre, si sentì "pericolosamente sicura di sé" mentre il suo treno si avvicinava a Los Angeles. Quando non trovò nessuno ad accoglierla, nemmeno un'ora dopo il suo arrivo, si rese conto che dal suo nuovo studio non ci sarebbe stato nessun trattamento da star. Disperata, chiese alla madre di chiamare un taxi.
Il mattino seguente, Norma andò alla Mayer Company in Mission Road per incontrarsi con Thalberg. Norma si scagliò contro Thalberg per la mancata accoglienza in stazione, ma presto si ritrovò "colpita dalla sua aria di spassionata forza, il suo calmo autocontrollo e gli occhi quasi neri e impenetrabili, incastonati in un pallido volto olivastro".

### L'attrice
Norma rimase poco colpita dall'accoglienza, tuttavia, al suo primo test sullo schermo: "L'usanza era impiegare un'illuminazione piatta, per gettare molta luce da tutte le direzioni, al fine di eliminare tutte le ombre che possono essere causate da rughe o imperfezioni. Le forti luci poste su entrambi i lati del mio viso hanno reso i miei occhi quasi bianchi, e hanno quasi eliminato il mio naso facendomi sembrare strabica, il risultato è stato orribile."
Il giorno dopo che il test era stato proiettato per Mayer e Thalberg, il cameraman Ernest Palmer trovò Norma preoccupata e tremante nel corridoio. Parlando con lei, fu colpito dalla sua "feroce, quasi infuriata delusione", e dopo aver visto lui stesso il test di Norma, convenne che era stato "mal gestito". Sotto la stessa supervisione di Palmer, un secondo test fu fatto e giudicato con successo dai superiori dello studio. Il ruolo da protagonista in The Wanters sembrava suo, fino a quando il regista del film non si oppose, trovandola poco “fotogenica” Ancora una volta fu relegata ad un ruolo minore.
Accettò il suo prossimo ruolo in Pleasure Mad. Dopo solo pochi giorni di riprese, le cose non sembravano buone. Norma sosteneva che il regista non facesse molto risaltare la sua fotogenia, combattendo per imporre le sue impressioni con il regista. Alla fine, il regista del film si lamentò con Mayer perché non riusciva a ottenere nulla dalla giovane attrice, ed essa, quando fu convocata nell'ufficio di Mayer, si aspettava che l'ascia cadesse sulla sua testa: "Ma con mia sorpresa, i modi di Mr. Mayer erano paterni. "Dimmi il tuo problema" disse; gli ho detto che il regista mi aveva urlato contro e spaventato, nessuno mi aveva avvertito che Mayer era un attore migliore di tutti noi, e non ero preparata a quello che è successo dopo. Con un atteggiamento allarmante, ha urlato contro di me, chiamandomi una pazza e una vigliacca, accusandomi di buttar via la mia carriera perché non potevo lavorare con un regista. Ha funzionato. Piangendo, ma ostinata dissi: "Ti farò vedere! Vedrai!". Felice, Mayer riprese con gli atteggiamenti paterni. "È quello che volevo sentire", disse sorridendo. Tornando sul set, Norma si immerse completamente nel lavoro. Guadagnandosi il rispetto del regista e dello studio. Come ricompensa, Thalberg la scelse per sei film in otto mesi.
L'apprendistato fu molto utile per Norma. Il 26 aprile 1924, la Louis B. Mayer Pictures si fuse con la Metro Pictures e alla Samuel Goldwyn Company formando la Metro-Goldwyn-Mayer. Norma fu scritturata con Lon Chaney e John Gilbert nella prima produzione ufficiale dello studio, L’uomo che prende gli schiaffi (He Who Gets Slapped). Il film ebbe un successo notevole e contribuì all'aumento vertiginoso delle quote della società e alla visibilità di Norma. Verso la fine del 1925, i suoi film erano una delle più grandi attrazioni della Metro-Goldwyn-Mayer. La Shearer firmò un nuovo contratto; $ 1.000 a settimana con aumenti da $ 5000 nei cinque anni successivi. Il successo le permise di comprare una casa per se stessa e sua madre al 2004 Vine Street, che si trovava sotto la scritta Hollywoodland.

### Irving Thalberg
Essendo diventata una star, la nuova sfida di Norma era rimanere tale. Molte altre attrici di talento erano giunte in studio e si rese conto che avrebbe dovuto lottare duramente per stare al passo con loro. Vedendo che la sensazionale nuova arrivata, Greta Garbo, era unica nel suo genere, andò da Thalberg. Era solo una delle tante visite al suo ufficio, sempre per implorare materiale migliore e parti migliori. Thalberg ascoltava pazientemente, poi consigliava a Norma di mantenere la linea di lavoro, dicendo che la M.G.M. sapeva cosa fare e che i film di cui si lamentava l'avevano resa invece un'attrice popolare. Di tanto in tanto, Norma scoppiava in lacrime, ma questo sembrava non fare "più impressione della pioggia su un impermeabile".
In privato, Thalberg rimase molto colpito dalla Shearer. In una riunione, quando il nome di Norma fu suggerito per la parte di una ragazza minacciata di stupro, Thalberg scosse la testa e, con un sorriso ironico, disse: "Sembra troppo capace di prendersi cura di se stessa".
Norma, da parte sua, si trovò sempre più attratta dal suo capo. "Qualcosa è successo tra noi, un sentimento indefinito che nessuno di noi ha potuto analizzare". L’attrazione di Thalberg non era principalmente sessuale. Ciò che suscitava il suo interesse era la presenza dominante di Norma e la sua grazia d'acciaio, l'impressione che dava ad ogni luogo in cui si sedeva era sempre il capo del tavolo. Data la sua giovinezza - aveva solo 26 anni - Thalberg divenne una figura paterna per l'attrice.
Al termine di una giornata di lavoro, nel mese di luglio 1925, Norma ricevette una telefonata dal segretario di Thalberg, che le chiedeva se volesse accompagnare Thalberg alla prima di La febbre dell'oro di Chaplin. Quella notte fecero la loro prima apparizione come coppia. Alcune settimane dopo, Norma andò a Montreal per visitare suo padre. Mentre era lì, ebbe un incontro con un vecchio compagno di scuola, che poi ricordò: "Alla fine del pranzo, dopo un caffè, Norma si sporse dall'altra parte del tavolo. "Sono follemente innamorata", sussurrò. "Di chi? ", "di Irving Thalberg", rispose lei sorridendo, "Spero di sposarlo," disse Norma, e poi, con l'abituale sicurezza che ricordavo così bene, "Credo che lo farò.“
Nei due anni successivi, sia Norma che Irving frequentarono altre persone, ma gli addetti ai lavori di Hollywood sapevano che era una specie di mascherata. Lei stava solo aspettando la proposta.
Nel 1927, Shearer aveva già realizzato un totale di 13 film muti per la Metro-Goldwyn-Mayer. Ciascuno prodotto con un budget inferiore ai $ 200.000 e, senza dubbio, si rilevarono dei grandi successi al botteghino, spesso con incassi superiori ai $ 200.000 per lo studio. Venne premiata per questo successo costante con il ruolo principale nel film di Ernst Lubitsch Il principe studente, la sua prima produzione di prestigio, con un budget di oltre $ 1.000.000. Mentre stava finendo Il principe studente. Norma ricevette una chiamata che la convocava nell'ufficio di Thalberg. Entrò trovandovi Thalberg seduto alla sua scrivania con davanti un vassoio colmo di anelli di fidanzamento con diamante. Le diede la possibilità di scegliere il proprio anello; lei scelse il più grande. Dopo settimane di voci, provocate dall'uso dell'anello, nell'agosto del 1927 fu annunciato l'imminente matrimonio. Il 29 settembre 1927 si sposarono: fu il matrimonio dell'anno. Norma ebbe due figli con Thalberg, Irving Thalberg, Jr. (1930-1987) e Katherine (1935-2006). Per poter sposare Thalberg, Norma si convertì al giudaismo prima del matrimonio.

### L'avvento del sonoro
Una settimana dopo il matrimonio, Il cantante di jazz venne rilasciato. Il primo lungometraggio sonoro cambiò effettivamente il panorama cinematografico durante la notte della prima, segnando la fine dell'era del cinema muto. Poiché ciò comportava la fine della carriera di molti divi del muto, Norma era determinata a non farne parte. Suo fratello, Douglas Shearer, ebbe un ruolo determinante nello sviluppo del suono alla M.G.M., preparandola alla sfida del microfono.
Il suo primo film parlato, The Trial of Mary Dugan (1929), si rivelò un enorme successo. L'accento canadese "mediocre, fluente e flessibile, non abbastanza americano ma non del tutto estraneo" fu applaudito criticamente, e da allora in poi ampiamente imitato da altre attrici. Nonostante la popolarità dei suoi primi film sonori, L'onestà della signora Cheyney e Ritorna il sole  (entrambi del 1929), Norma temeva che il pubblico si sarebbe stancato presto della sua immagine di "brava ragazza". Ascoltando il consiglio di un amico e co-protagonista Ramón Novarro di far visita ad uno sconosciuto fotografo di nome George Hurrell, realizzò una serie di ritratti sensuali che convinsero suo marito a proporre sua moglie per La divorziata (1930).

### Pre-code film
Norma vinse l’Academy Award come miglior attrice per il suo ruolo in La divorziata. Dopo il successo del film, Norma realizzò una serie di film pre-Code di grande successo, tra cui La moglie bella (1930), Volubilità (1931), Io amo (1931), Private Lives (1931) e Strano interludio (1932). Tutti questi film furono successi al botteghino, mettendo Norma in concorrenza con Joan Crawford, Greta Garbo e Jean Harlow come la migliore attrice della M.G.M. per il resto del decennio.
Il matrimonio di Norma con Thalberg le diede un grande potere ad Hollywood, consentendole un'esclusiva assoluta per i copioni migliori. Né risentì Joan Crawford (assunta come controfigura di Norma, per poi diventare protagonista di film sulla generazione Jazz), la quale si lamentò che a Norma sarebbero stati offerti i migliori ruoli drammatici alle migliori condizioni di lavoro: "Come posso competere con Norma quando dorme con il capo? ". Anche Greta Garbo non aveva per lei particolare simpatia, trovandosi spesso in rapporti ostili con Mayer perché i suoi film non erano di grande successo come quelli di Norma sul suolo americano.
I film pre-Code di Norma includevano drammi storici e adattamenti teatrali. Catene (1932), co-protagonista Fredric March, fu uno dei film di maggiore successo del periodo. Un adattamento dello sperimentale Strano interludio (1932) di Eugene O'Neill, interpretato con un esordiente Clark Gable, si rivelò una realizzazione deludente, ma fu una vetrina per Norma, quindi ugualmente un grande successo.

### La primadonna della Metro-Goldwyn-Mayer
L’avvento del Codice Hays nel 1934 costrinse Norma a rinunciare alla sua celebre immagine di "anima libera" e si trasferì esclusivamente in film d'epoca in ambientazioni di "prestigio". Di questi, La famiglia Barrett (1934) si dimostrò il suo maggior successo al botteghino, realizzando un profitto di $ 668.000, in parte perché il film conteneva elementi scivolati fuori dal nuovo Codice. In quel film, interpretava un ruolo reso famoso da Katharine Cornell a Broadway. Norma interpretò anche un classico del teatro Giulietta e Romeo (1936), il suo primo film degli anni '30 ad essere un flop. Il film scatenò il divertimento delle sue colleghe: nella biografia “Marlene Dietrich, mia madre” Maria Riva racconta che durante una crociera verso la Francia, mentre assisteva alla proiezione del film, la madre iniziò a commentare il film dicendo di Norma “Troppo vecchia per essere Giulietta”.
Un altro fiasco cinematografico fu Maria Antonietta (1938), con un budget di quasi $ 2.500.000 troppo eccessivo per lo studio per aspettarsi un profitto, anche se gli elaborati set e i costumi sontuosi contribuirono a rendere il film immensamente popolare presso il pubblico.
Shearer fu candidata all'Oscar come miglior attrice in 6 occasioni, vincendo solo con La divorziata nel 1930. Nello stesso anno fu candidata per Ritorna il sole, per Io amo nel 1931, La famiglia Barrett nel 1934, Giulietta e Romeo nel 1936 e Maria Antonietta nel 1938. Un episodio da vera di diva fu raccontato da Marion Davies: durante una festa, Norma si presentò con un costume del film Maria Antonietta, la diva fece smontare la porta per permettere il suo ingresso trionfale, in quanto il vestito troppo voluminoso non passava attraverso la porta stretta.
Nel 1939, tentò un ruolo insolito nella commedia nera Spregiudicati, adattata dal dramma di Robert E. Sherwood del 1936. Fu l'ultimo dei tre film di Norma con Clark Gable, dopo Io amo (1931) e Strano Interludio (1932). Donne (1939), con un cast interamente femminile e oltre 130 ruoli parlanti, fu il primo film senza la protezione di Thalberg in cui affrontò la sua rivale Joan Crawford. I rapporti non furono per niente cordiali: la stessa Joan raccontava che durante i primi piani dell’attrice sferruzzava così forte per disturbarla.
Norma fu una delle tante attrici considerata per il ruolo di Scarlett O'Hara in Via col vento (1939). Tuttavia, non espresse alcun interesse, anzi scherzando disse che preferiva il ruolo di Rhett.

I critici hanno elogiato un film di suspense, Incontro senza domani (1940), in cui la Shearer interpreta l'amante di un generale nazista che aiuta un americano a liberare sua madre da un campo di concentramento. Il film mostrava il crescente interesse per la guerra in Europa, e realizzò un buon risultato al botteghino, Ma Norma commise una serie di errori di valutazione, rifiutando ruoli di grande successo come Perdutamente tua (dove la parte di protagonista fu affidata invece a Bette Davis) e La signora Miniver (con protagonista Greer Garson) per recitare in Maschere di lusso e Avventura all'Avana (1942), due commedie brillanti che risultarono dei veri fiaschi al botteghino. Nel 1942, come l'anno prima Greta Garbo, Norma si ritirò ufficiosamente dalla recitazione. 

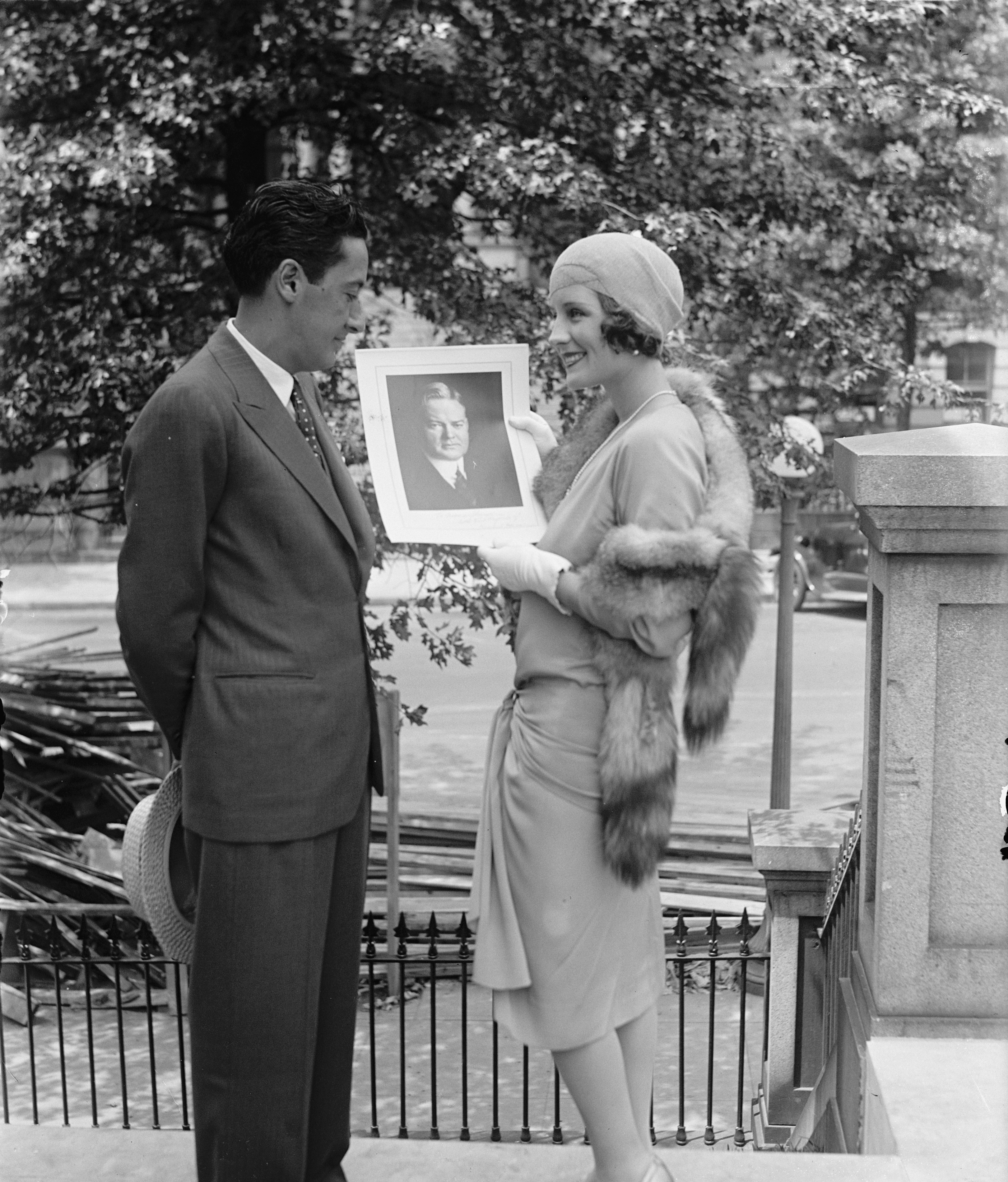
Thalberg e Norma (25 luglio 1929)

A Norma Shearer si deve anche la scoperta, quasi come talent scout, dell'attrice Janet Leigh, figlia della sua albergatrice in un paesino della California.

### Ritiro
Dopo la morte di Thalberg, il 14 settembre 1936, Norma incaricò un avvocato di assicurarsi che i diritti economici dei film di Thalberg in cui aveva lavorato fossero ancora pagati a lei, dati che furono contestati dalla Metro-Goldwyn-Mayer. Quando però la Shearer raccontò la storia a una delle famose pettegole di Hollywood, la giornalista Louella Parsons, lo studio dovette cedere e le concesse tutti i profitti dei film M.G.M. realizzati e distribuiti dal 1924 al 1938. L'attrice ricevette in pagamento oltre un milione e mezzo di dollari. Inoltre, il contratto di Norma venne rinnovato per sei film a 150.000 dollari ciascuno. Durante questo periodo, la Shearer ebbe una breve relazione con l'attore James Stewart e poi con l'attore George Raft, il quale però era ancora sposato benché si fosse separato consensualmente dalla moglie poco dopo il matrimonio. L'attore dichiarò pubblicamente che voleva sposare Norma. Tuttavia, il rifiuto di sua moglie di concedere il divorzio e la disapprovazione di Louis B. Mayer, capo dello studio della M.G.M., costrinsero Norma a porre fine alla relazione.
Dopo il suo ritiro nel 1942, Norma Shearer sposò Martin Arrougé (23 marzo 1914 - 8 agosto 1999), un ex maestro di sci di undici anni più giovane di lei. Anche se frequentava spesso eventi pubblici come le prime teatrali, con l'avanzare dell'età l'attrice si era gradualmente ritirata dalla scena sociale di Hollywood. Nel 1960, la sua segretaria dichiarò: "Miss Shearer non vuole alcuna pubblicità, non parla con nessuno, ma posso dirvi che ha rifiutato molte proposte cinematografiche e televisive". Arrougé e Shearer rimasero sposati fino alla morte di lei.

### Morte
Il 12 giugno 1983, Norma morì di polmonite bronchiale alla Motion Picture Country Home a Woodland Hills, in California, dove viveva dal 1980.
È sepolta al Forest Lawn Memorial Park a Glendale, in California, in una cripta segnata come Norma Arrougé, insieme al suo primo marito, Irving Thalberg.

## Filmografia

### Attrice

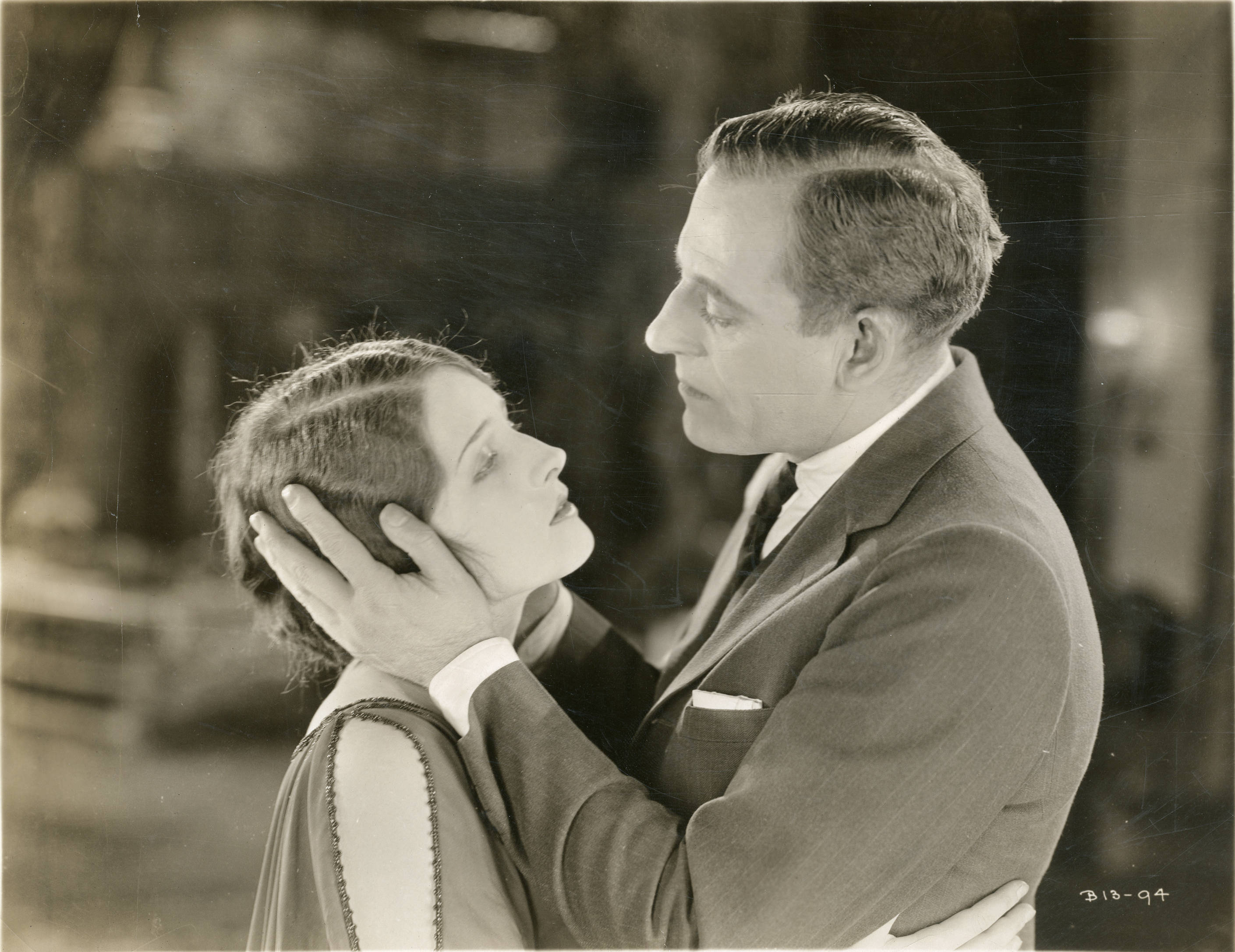
Con James Kirkwood in Barriere infrante (1924)

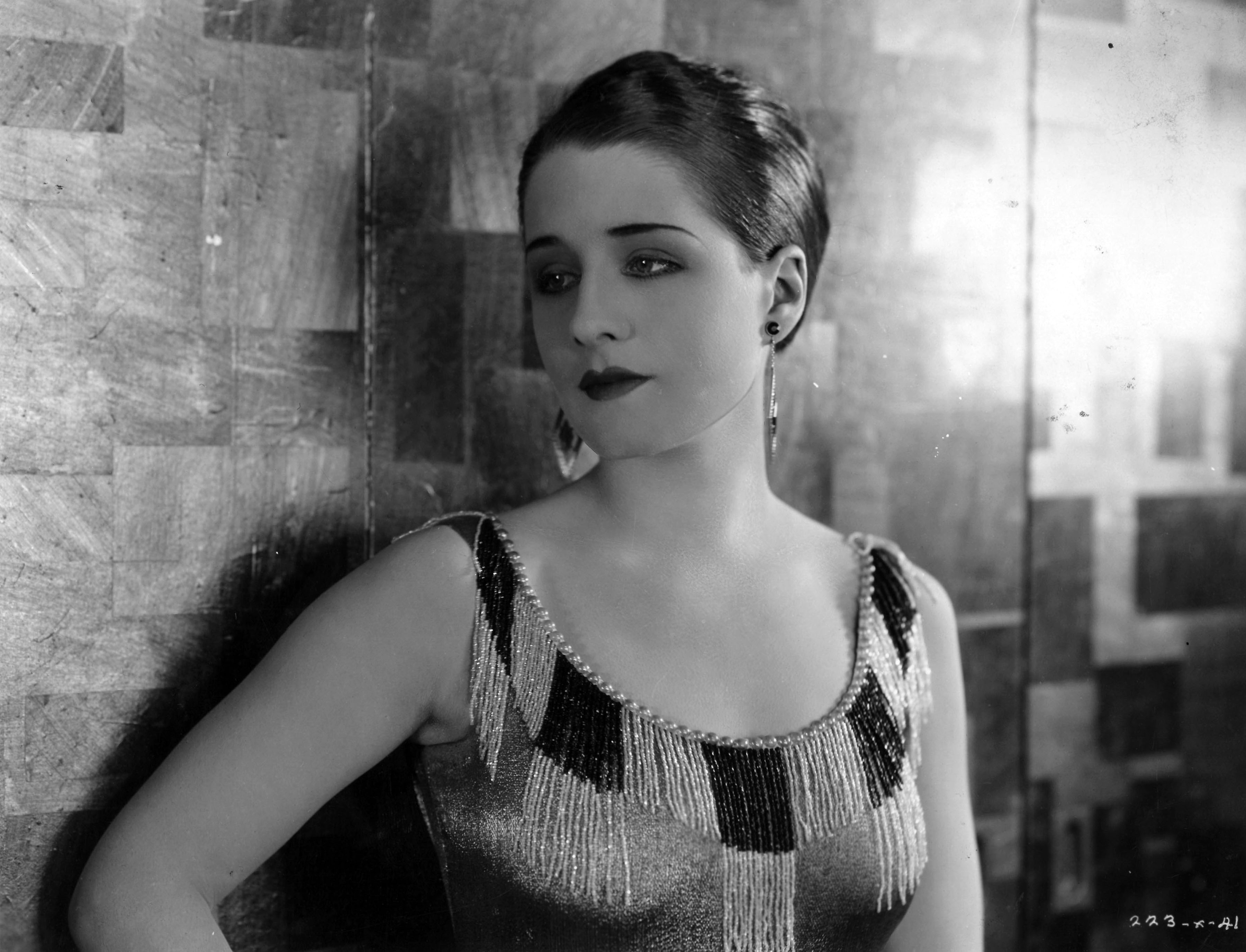
Norma Shearer in Schiava della moda (1925)

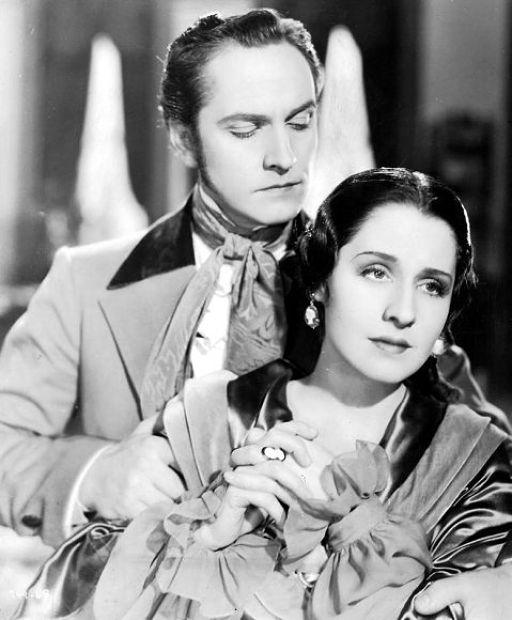
Con Fredric March ne La famiglia Barrett (1934)

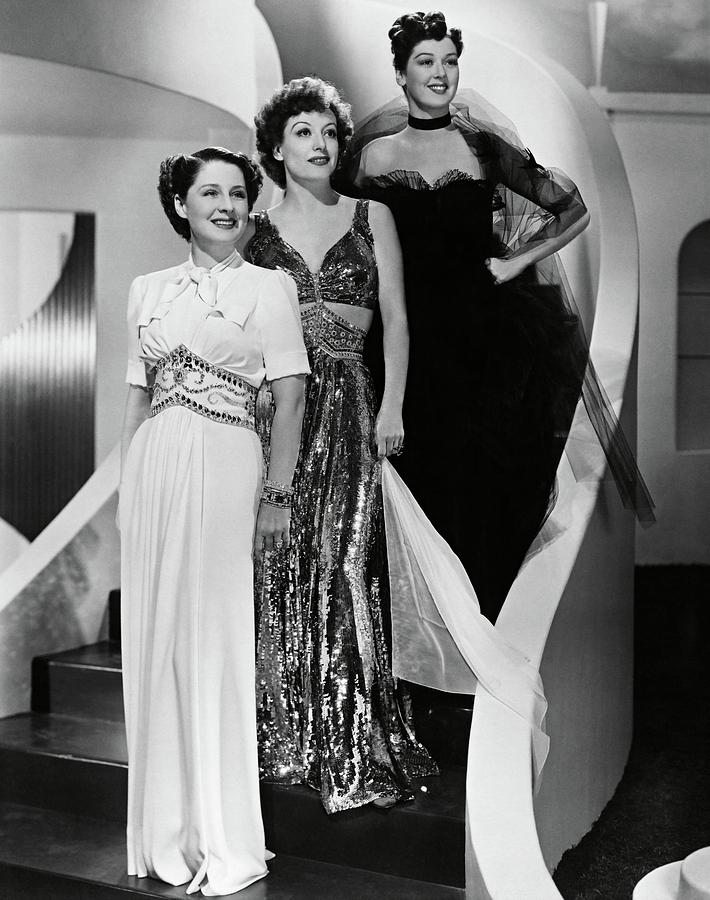
Con Rosalind Russell e Joan Crawford in Donne (1939)

- Ridolini a Sing-Sing (The Star Boarder), regia di Larry Semon (1919)
- Gli zaffiri di Kim (The Flapper), regia di Alan Crosland (1920)
- Agonia sui ghiacci (Way Down East), regia di David Wark Griffith (1920)
- The Restless Sex, regia di Robert Z. Leonard (1920)
- Torchy's Millions (1920) - cortometraggio[1]
- The Stealers, regia di Christy Cabanne (1920)
- The End of the World, regia di Harvey G. Matherson (1922)
- Il romanzo di un gentleman boxeur (The Leather Pushers), regia di Edward Laemmle (1922)
- The Man Who Paid, regia di Oscar Apfel (1922)
- Channing of the Northwest, regia di Ralph Ince (1922)
- The Bootleggers, regia di Roy Sheldon (1922)
- A Clouded Name, regia di Austin O. Huhn (1923)
- Man and Wife, regia di John L. McCutheon (1923)
- The Devil's Partner, regia di Caryl S. Fleming (1923)
- Pleasure Mad, regia di Reginald Barker (1923)
- The Wanters, regia di John M. Stahl (1923)
- Lucretia Lombard, regia di Jack Conway (1923)
- The Trail of the Law, regia di Oscar Apfel (1924)
- La belva (The Wolf Man), regia di Edward Mortimer (1924)
- Blue Water, regia di David M. Hartford (1924)
- Donne di lusso (Broadway After Dark), regia di Monta Bell (1924)
- Barriere infrante (Broken Barriers), regia di Reginald Barker (1924)
- Empty Hands, regia di Victor Fleming (1924)
- L'uomo che prende gli schiaffi (He Who Gets Slapped), regia di Victor Sjöström (1924)
- L'arrivista (The Snob), regia di Monta Bell (1924)
- Scusatemi tanto! (Excuse Me), regia di Alfred J. Goulding (1925)
- Fior d'assalto (Lady of the Night), regia di Monta Bell (1925)
- La fine del mondo (Waking Up the Town), regia di James Cruze (1925)
- La mosca nera (Pretty Ladies), regia di Monta Bell (1925)
- Schiava della moda (A Slave of Fashion), regia di Hobart Henley (1925)
- La torre delle menzogne (The Tower of Lies), regia di Victor Sjöström (1925)
- La sua segretaria (His Secretary), regia di Hobart Henley (1925)
- The Devil's Circus, regia di Benjamin Christensen (1926)
- Sesso... che non tramonta (The Waning Sex), regia di Robert Z. Leonard (1926)
- Music-Hall (Upstage), regia di Monta Bell (1926)
- Tua moglie ad ogni costo (The Demi-Bride), regia di Robert Z. Leonard (1927)
- Sigari e sigarette, signori (After Midnight), regia di Monta Bell (1927)
- Il principe studente (The Student Prince in Old Heidelberg), regia di Ernst Lubitsch e, non accreditato, John M. Stahl (1927)
- La bella vendeuse (The Latest from Paris), regia di Sam Wood (1928)
- L'attrice (The Actress), regia di Sidney Franklin (1928)
- L'avventuriera (A Lady of Chance), regia di Robert Z. Leonard (1928)
- The Trial of Mary Dugan, regia di Bayard Veiller (1929)
- L'onestà della signora Cheyney (The Last of Mrs. Cheyney), regia di Sidney Franklin (1929)
- Ritorna il sole (Their Own Desire), regia di E. Mason Hopper (1929)
- La divorziata (The Divorcee), regia di Robert Z. Leonard (non accreditato) (1930)
- La moglie bella (Let Us Be Gay), regia di Robert Z. Leonard (non accreditato) (1930)
- Volubilità (Strangers May Kiss), regia di George Fitzmaurice (1931)
- Io amo (A Free Soul), regia di Clarence Brown (1931)
- Private Lives, regia di Sidney Franklin (1931)
- Catene (Smilin' Through), regia di Sidney Franklin (1932)
- Strano interludio (Strange Interlude), regia di Robert Z. Leonard (1932)
- Quando una donna ama (Riptide), regia di Edmund Goulding (1934)
- La famiglia Barrett (The Barretts of Wimpole Street), regia di Sidney Franklin (1934)
- Giulietta e Romeo (Romeo and Juliet), regia di George Cukor (1936)
- Maria Antonietta (Marie Antoinette), regia di W. S. Van Dyke e, non accreditato, Julien Duvivier (1938)
- Spregiudicati (Idiot's Delight), regia di Clarence Brown (1939)
- Donne (The Women), regia di George Cukor (1939)
- Incontro senza domani (Escape), regia di Mervyn LeRoy (1940)
- Maschere di lusso (We Were Dancing), regia di Robert Z. Leonard (1942)
- Avventura all'Avana (Her Cardboard Lover), regia di George Cukor (1942)

### Film e documentari dove appare Norma Shearer
- Tra moglie e marito (Married Flirts), regia di Robert G. Vignola (1924) (Cameo)
- 1925 Studio Tour (1925)
- Screen Snapshots (1926)
- Voices Across the Sea (1928)
- Hollywood che canta (The Hollywood Revue of 1929) (1929)
- Jackie Cooper's Birthday Party (1931)
- I gioielli rubati (The Stolen Jools) (1931)
- The Christmas Party (1931)
- Hollywood Goes to Town (1938)

## Riconoscimenti
Premio Oscar

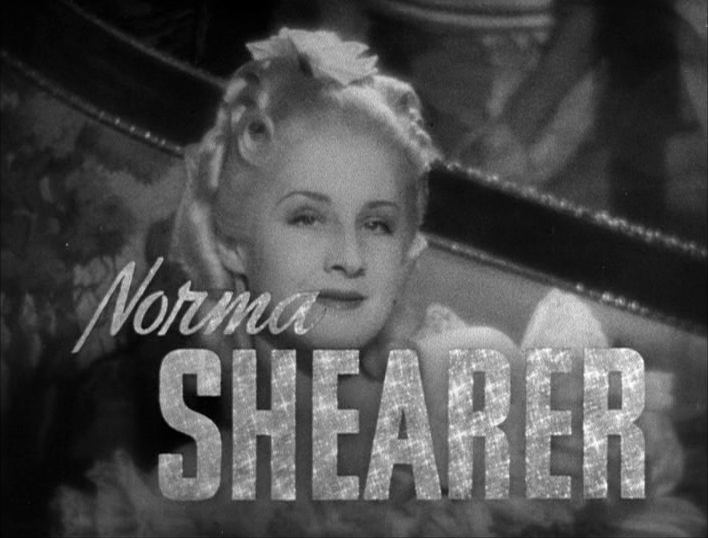
Norma Shearer nel trailer del film Maria Antonietta (1938), apoteosi dello star system alla Metro-Goldwyn-Mayer, girato negli ultimi anni di carriera che le valse la Coppa Volpi a Venezia nel 1938

- 1930 - Candidatura alla miglior attrice per Ritorna il sole
- 1930 - Miglior attrice per La divorziata
- 1931 - Candidatura alla miglior attrice per Io amo
- 1935 - Candidatura alla miglior attrice per La famiglia Barrett
- 1937 - Candidatura alla miglior attrice per Giulietta e Romeo
- 1939 - Candidatura alla miglior attrice per Maria Antonietta

Mostra Internazionale d'Arte Cinematografica di Venezia
- 1938 - Coppa Volpi per la miglior interpretazione femminile per Maria Antonietta

## Doppiatrici italiane
- Giovanna Scotto in Io amo, Strano interludio, La famiglia Barrett, Giulietta e Romeo[2], Maria Antonietta
- Andreina Pagnani in Giulietta e Romeo (ridoppiaggio), Donne, Incontro senza domani
- Argentina Brunetti in La divorziata
- Micaela Giustiniani in Maschere di lusso
- Vittoria Febbi in Strano interludio (ridoppiaggio)